# Římskokatolická farnost Kájov
Římskokatolická farnost Kájov je územním společenstvím římských katolíků v rámci českokrumlovského vikariátu českobudějovické diecéze.

## O farnosti

### Historie
Od roku 1263 patřil Kájov zlatokorunským cisterciákům, kteří zde také vykonávali duchovní správu. Od zrušení zlatokorunského kláštera v roce 1785 převzali nad farností patronát Schwarzenbergové, kteří se také ujali posledního zlatokorunského opata Bohumíra Bylanského a umožnili mu dožít na zámku v Chýnově. Tento opat měl kájovské poutní místo velmi rád, často do Kájova putoval jako prostý poutník.
V roce 1930 se správy Kájova ujali řeholníci kongregace oblátů, kteří zde však působili pouze patnáct let. Duchovní správu pak převzal diecézní klérus. Poslední sídelní kájovský kněz zemřel v roce 1992. Roku 1999 se zde usadily sestry vincentky, pro které byla místní fara adaptována na malý klášter. Vincentky později vystřídaly sestry z Kongregace Milosrdných sester svatého Kříže.

### Současnost
Sestry z Kongregace Milosrdných sester svatého Kříže žijí na kájovské faře stále. Duchovní správa je vykonávána z Českého Krumlova.
| Kostel                         | Místo      | Bohoslužba             | Bohoslužba             | Poznámka        |
| ------------------------------ | ---------- | ---------------------- | ---------------------- | --------------- |
| Kostel Nanebevzetí Panny Marie | Kájov      | neděle čtvrtek         | 8.00 16.00             | farní kostel    |
| Kostel Smrti Panny Marie       | Kájov      | neslouží se pravidelně | neslouží se pravidelně | filiální kostel |
| Kaple sv. Jana Nepomuckého     | Kájov      | neslouží se pravidelně | neslouží se pravidelně | obecní kaple    |
| Kaple                          | Mezipotočí | neslouží se pravidelně | neslouží se pravidelně | obecní kaple    |

## Fotografie

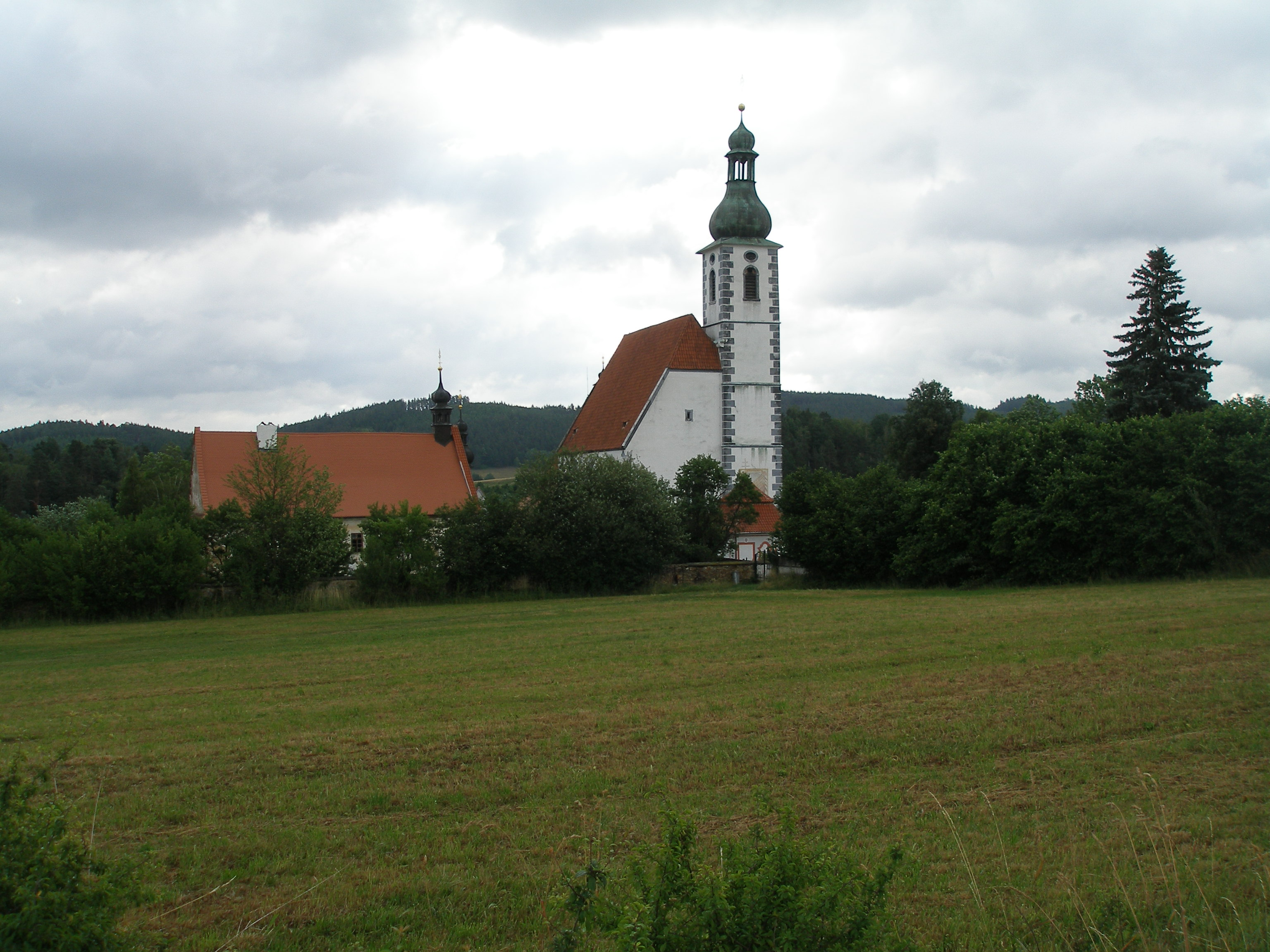
Areál kostela a fary v Kájově.
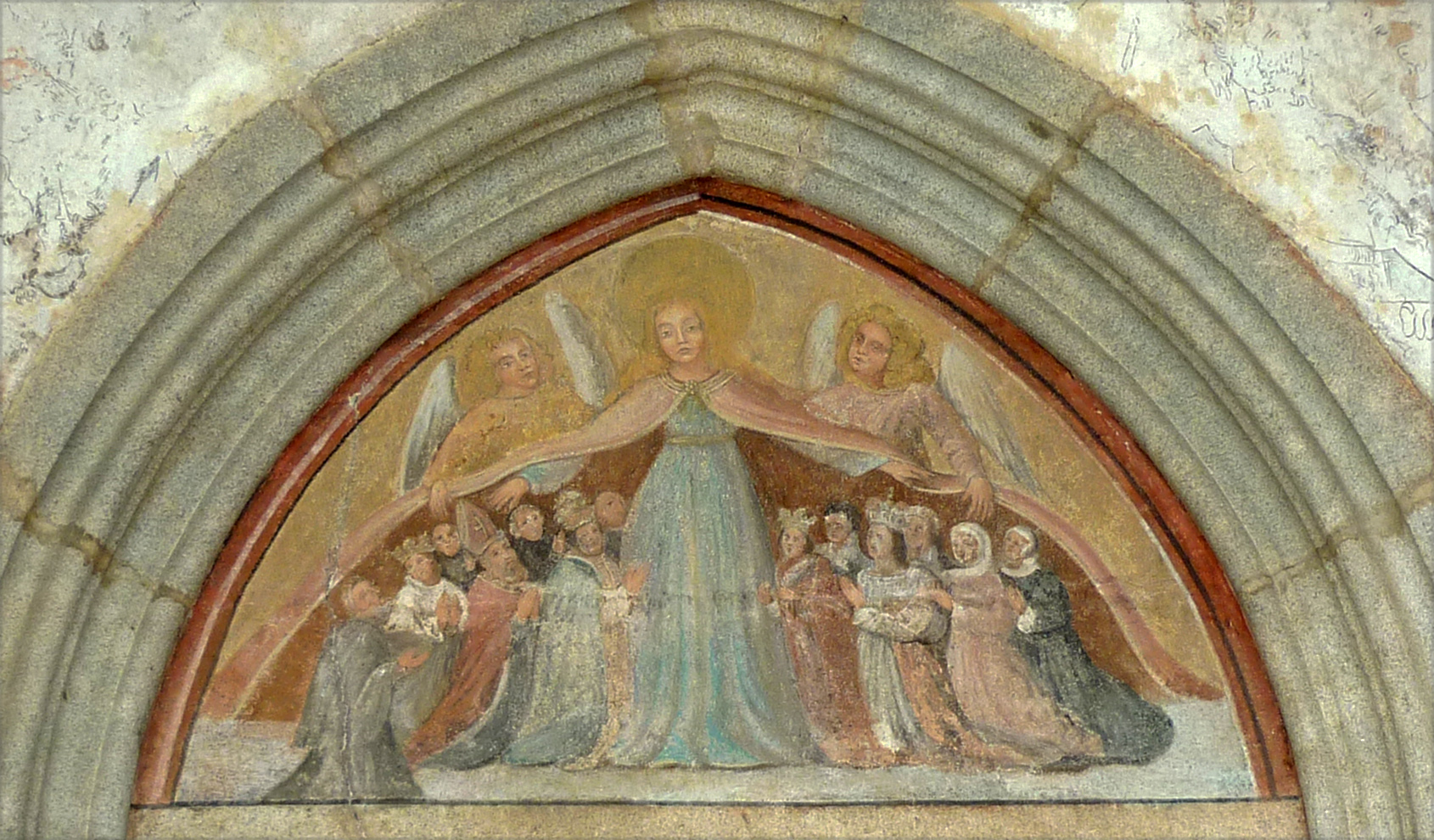
Portál kájovského kostela.
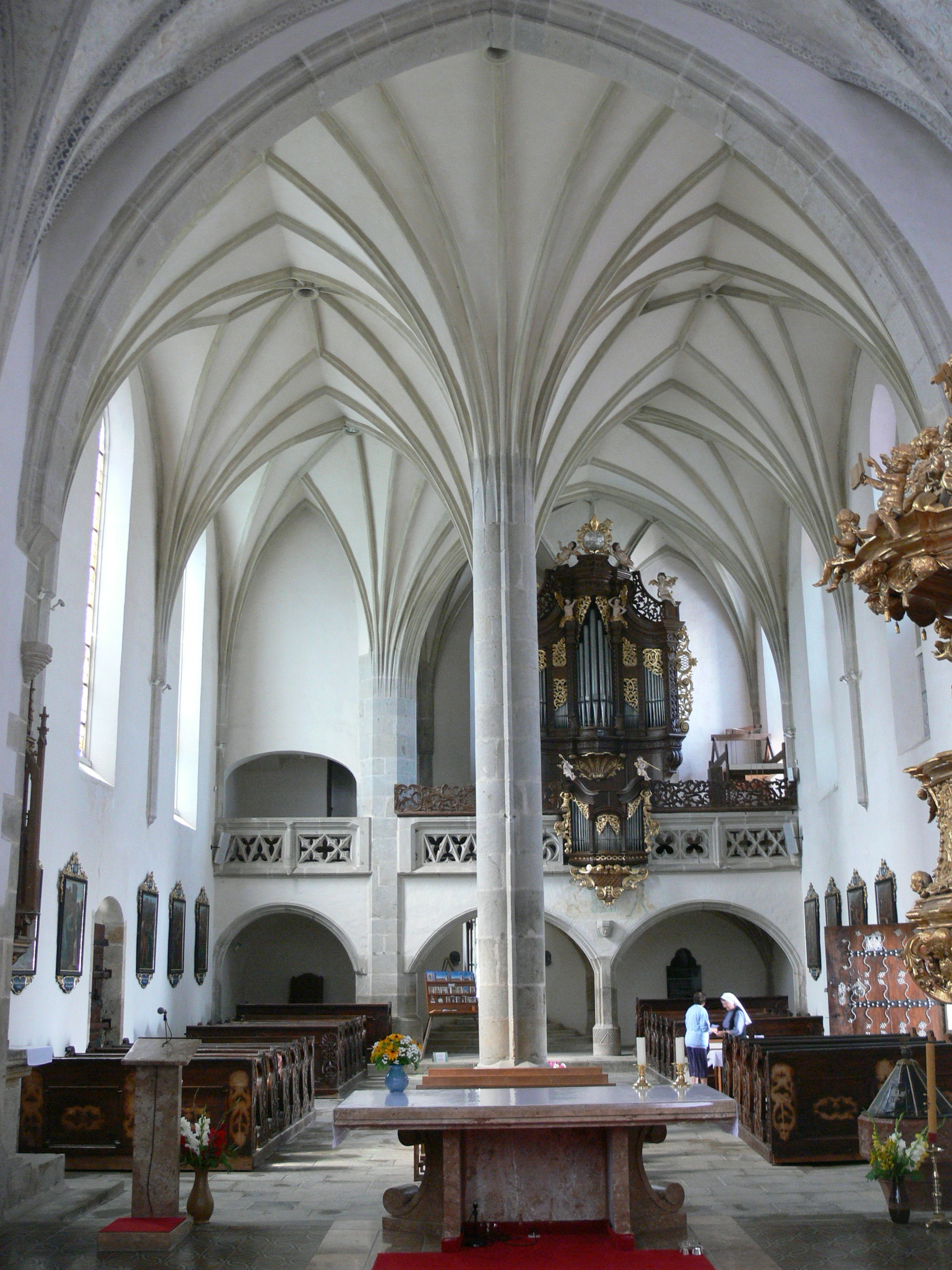
Interiér kostela Nanebevzetí Panny Marie.
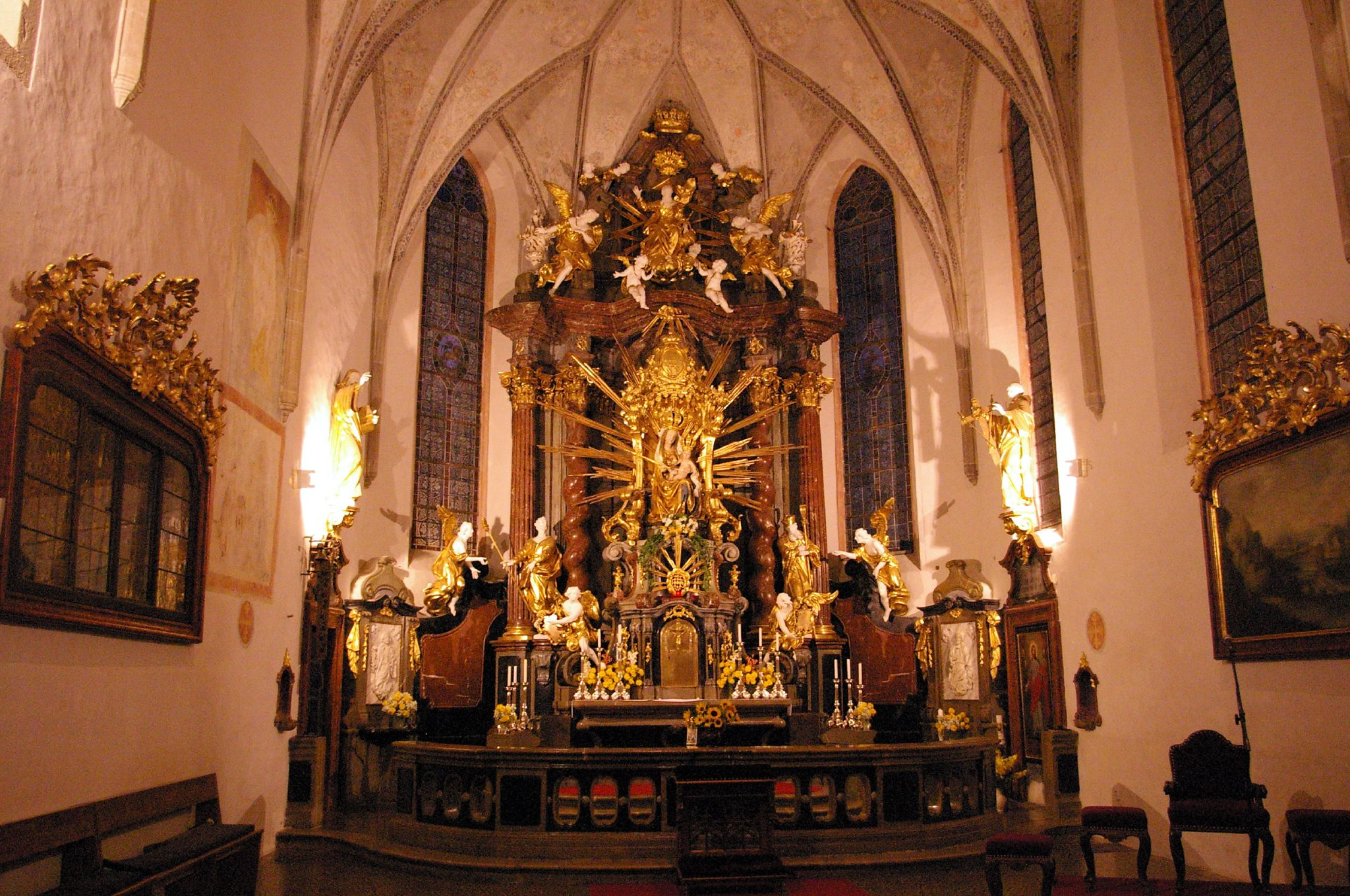
Hlavní oltář kájovského kostela.
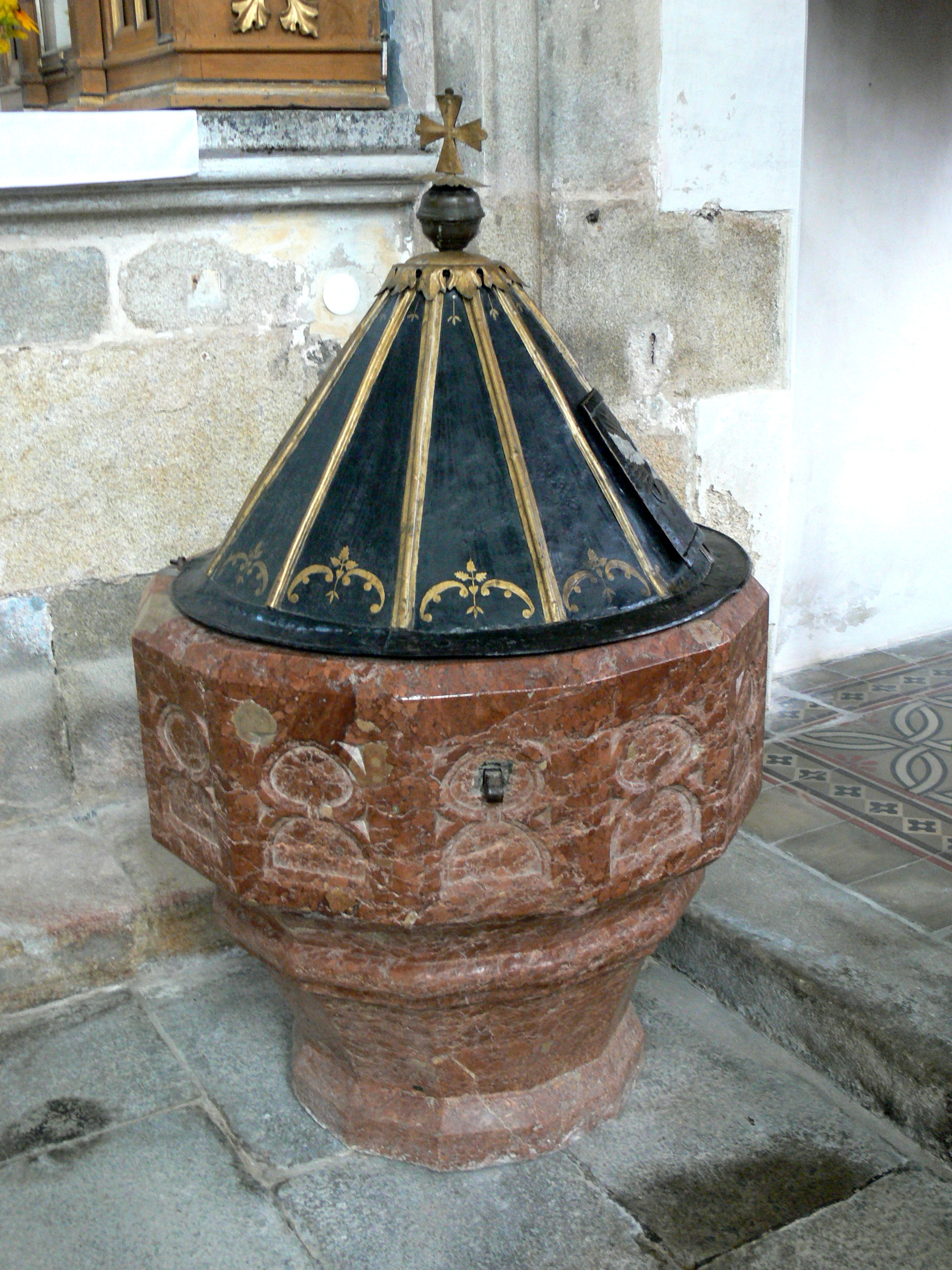
Křtitelnice v kájovském kostele.
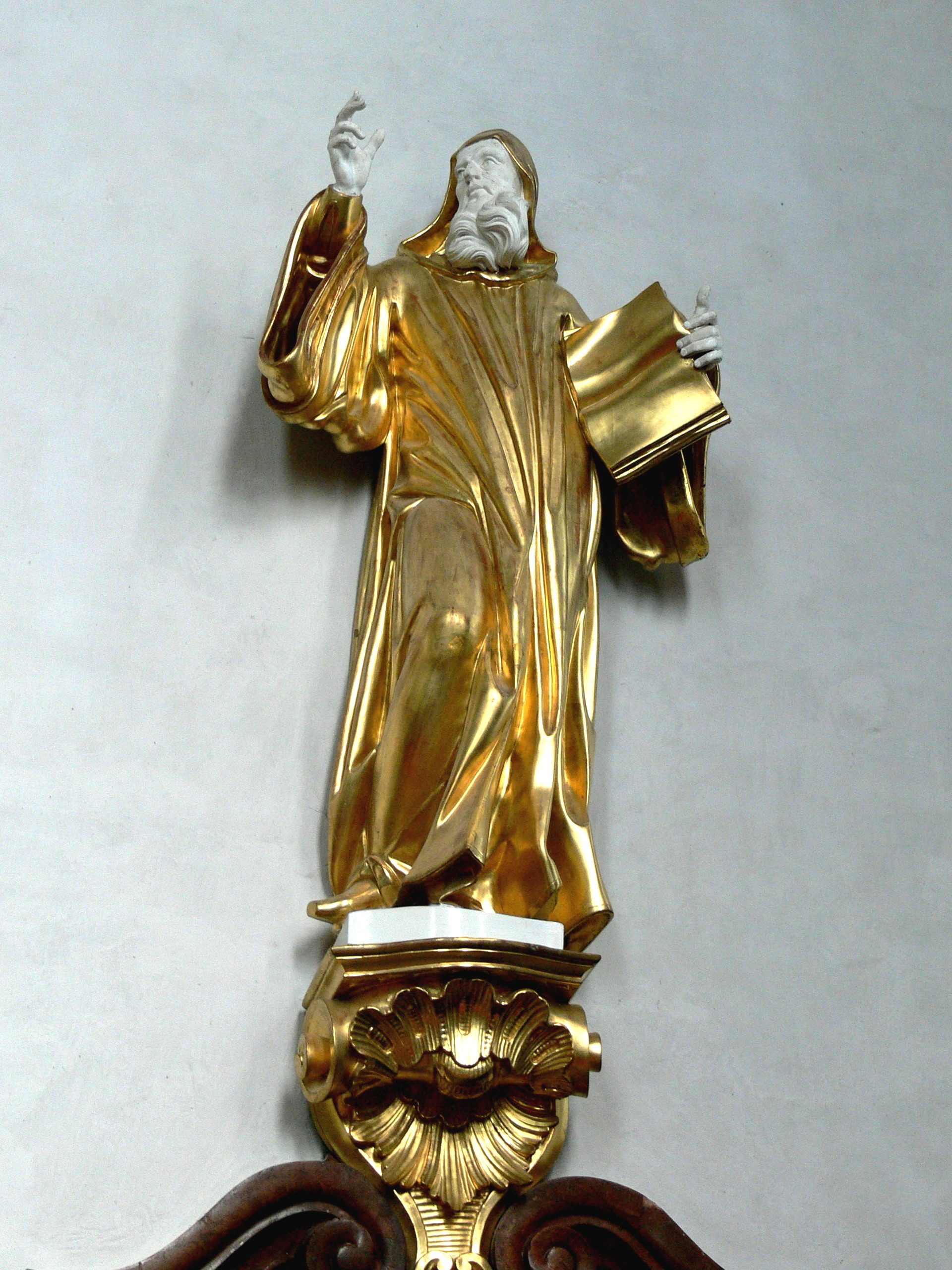
Socha sv. Benedikta v kájovském kostele.
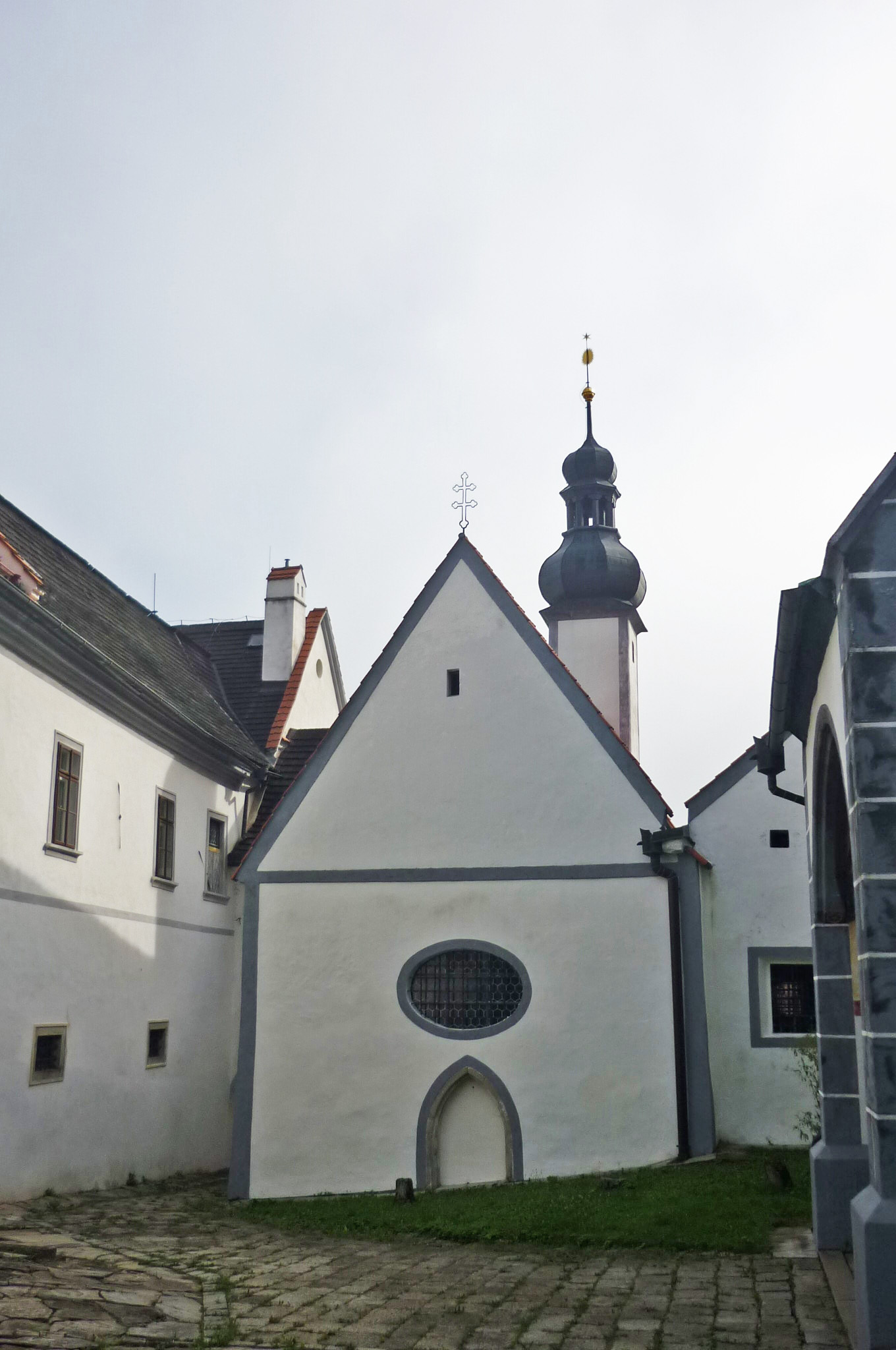
Kaple Smrti Panny Marie.
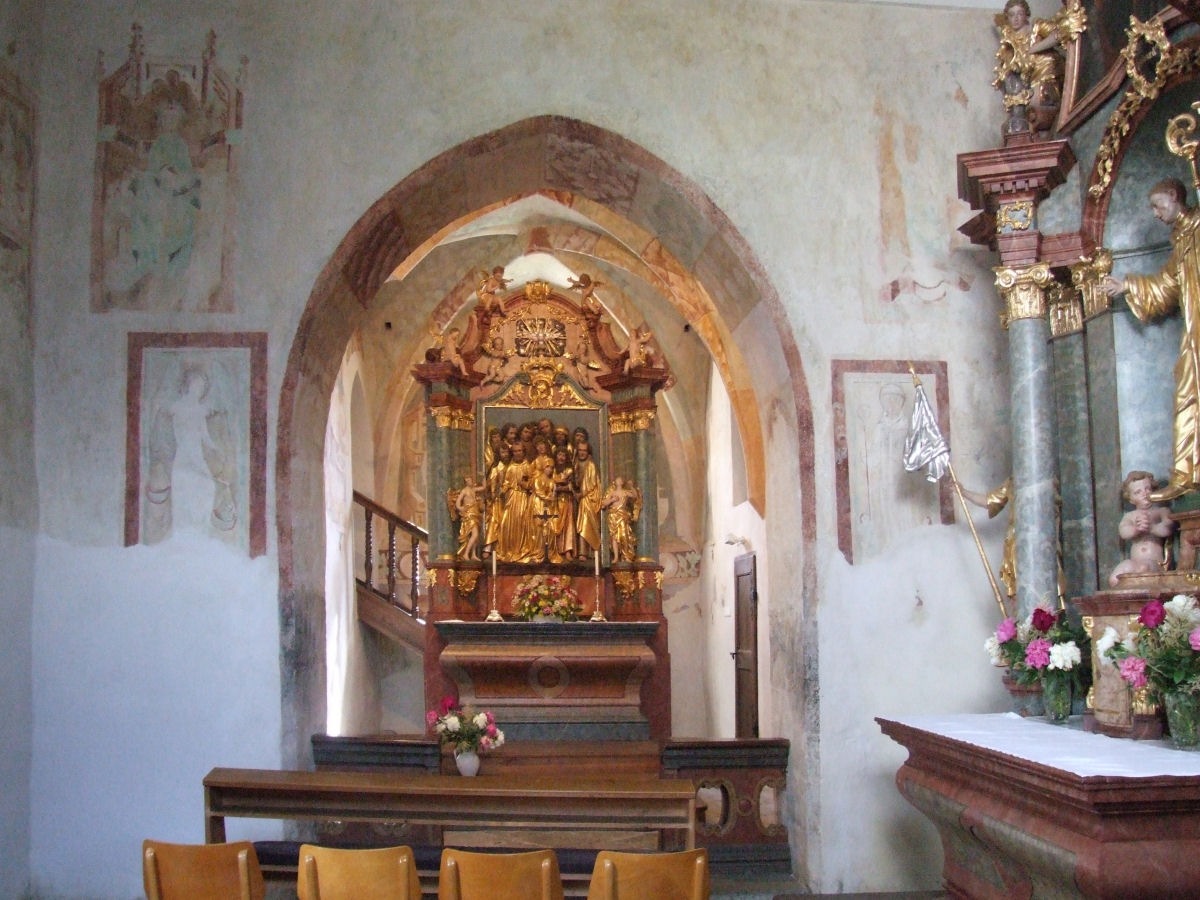
Interiér kaple Smrti Panny Marie.
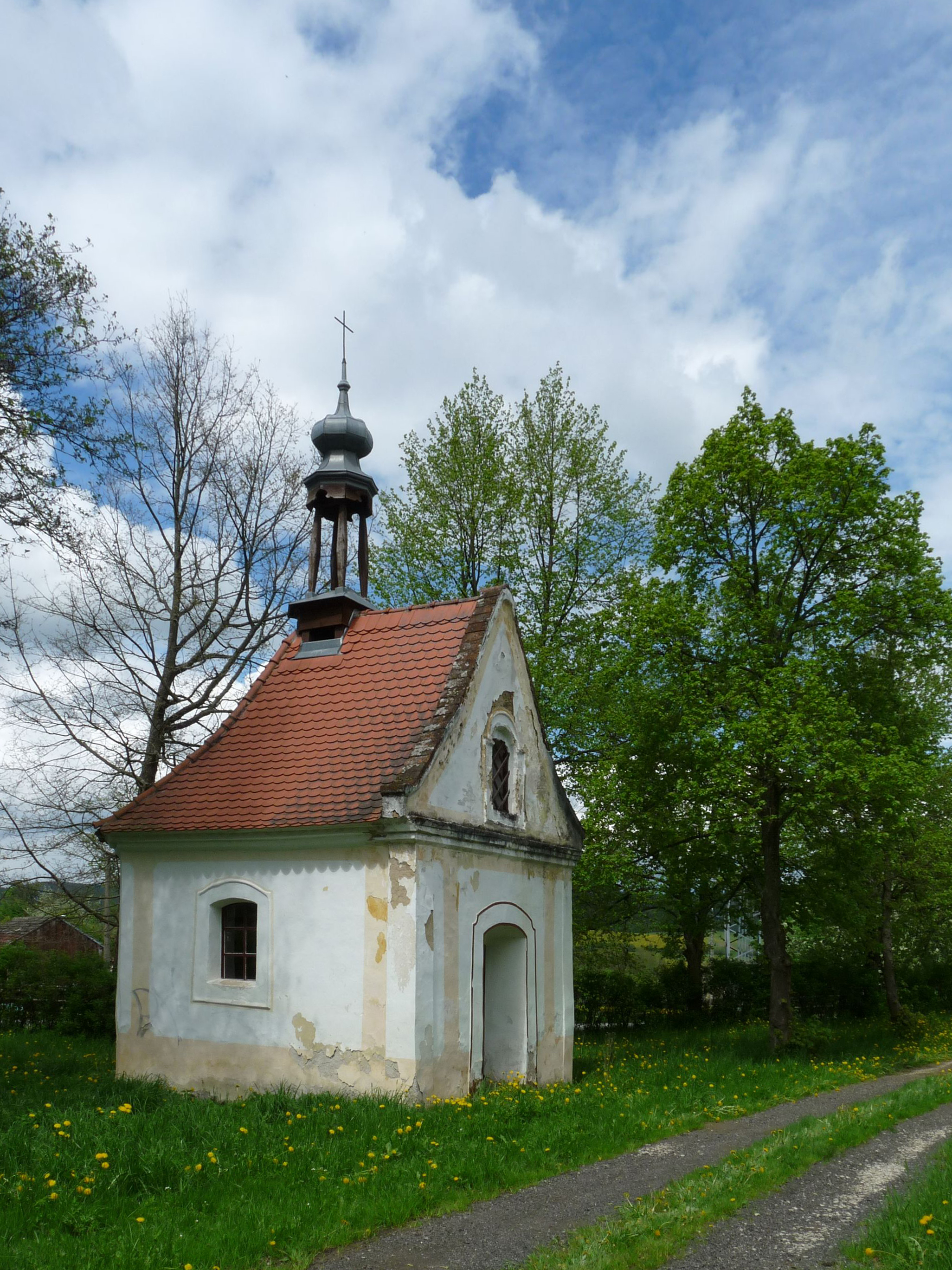
Obecní kaple v Mezipotočí.